# Bekecs
Bekecs là một thị trấn thuộc hạt Borsod-Abaúj-Zemplén, Hungary. Thị trấn này có diện tích 25,72 km², dân số năm 2010 là 2460 người, mật độ 96 người/km².